# Nihon Shōgi Renmei

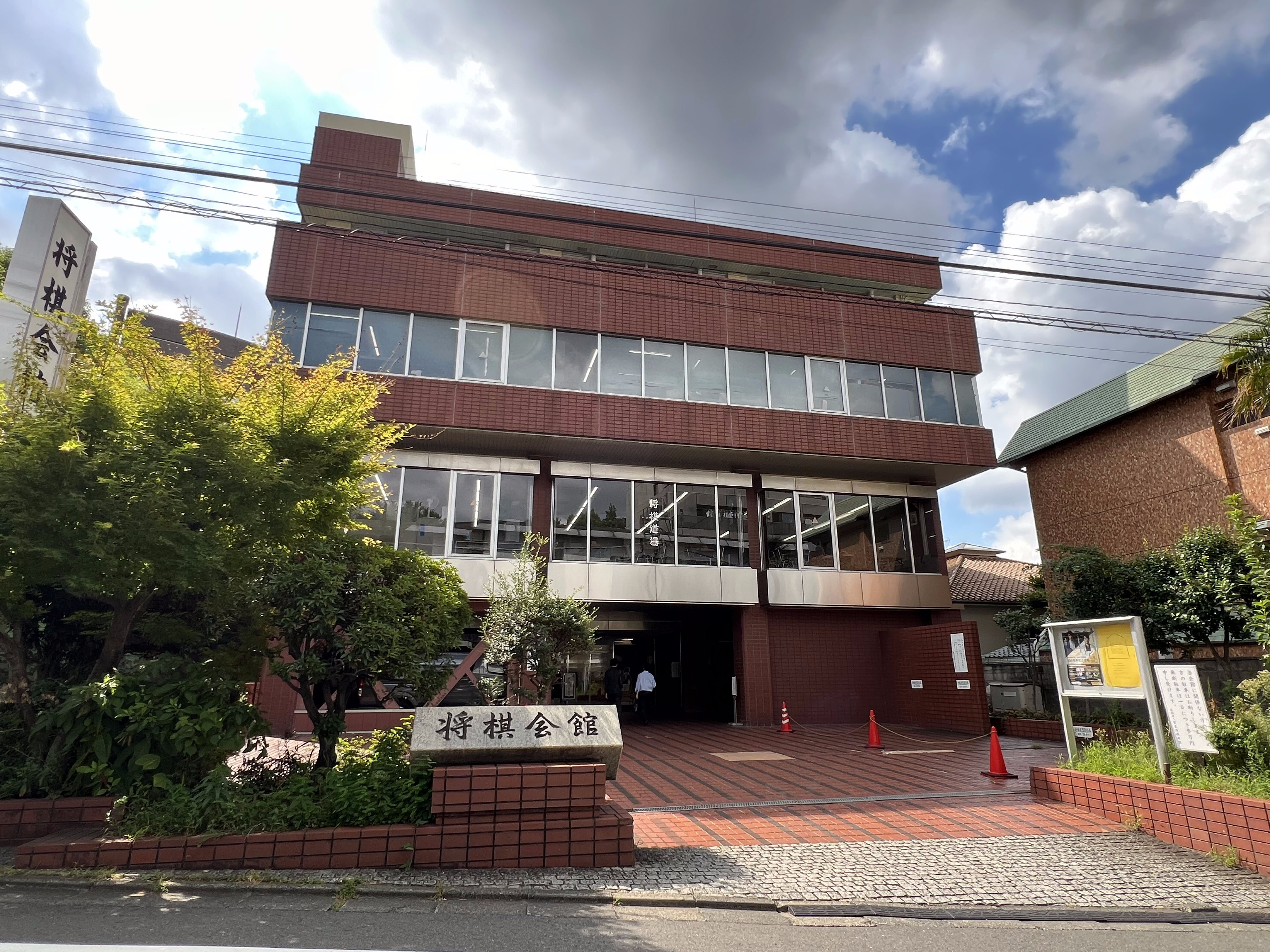
Sede della federazione a Tokyo.

La Federazione Giapponese di Shōgi (日本将棋連盟?, Nihon Shōgi Renmei, o JSA) è l'ente principale per la gestione per lo shōgi professionistico in Giappone. Fondata l'8 settembre 1924, l'associazione coordina le attività dei giocatori professionisti e promuove la diffusione dello shōgi sia a livello nazionale che internazionale.

## Storia
L'associazione nacque inizialmente con il nome di Tokyo Shogi League, fondata a Tokyo da un gruppo di giocatori locali. Nel 1927 cambiò nome in Federazione giapponese di Shōgi, in seguito all'adesione dei giocatori dell'area Kansai. Dopo un breve periodo di divisione interna negli anni 1930, la federazione si riunificò nel 1947. Dal 1949 è riconosciuta come persona giuridica societaria in Giappone, e nel 2011 è stata registrata come "Associazione incorporata di interesse pubblico" (kōeki shadan hōjin), in conformità con la normativa giapponese.

## Scopi e attività
La Nihon Shōgi Renmei si occupa di:
- Organizzare tornei e gestire i titoli professionistici.
- Pubblicare materiale didattico e divulgativo per amatori e professionisti.
- Promuovere la diffusione dello shōgi a livello internazionale attraverso collaborazioni con gruppi esteri.
- Supervisionare la formazione e la crescita dei giocatori professionisti, inclusi gli apprendisti.

Tra le sue pubblicazioni più rilevanti figurano la rivista mensile Shōgi Sekai e il settimanale Shūkan Shōgi, quest’ultimo pubblicato fino al 2016.

## Struttura

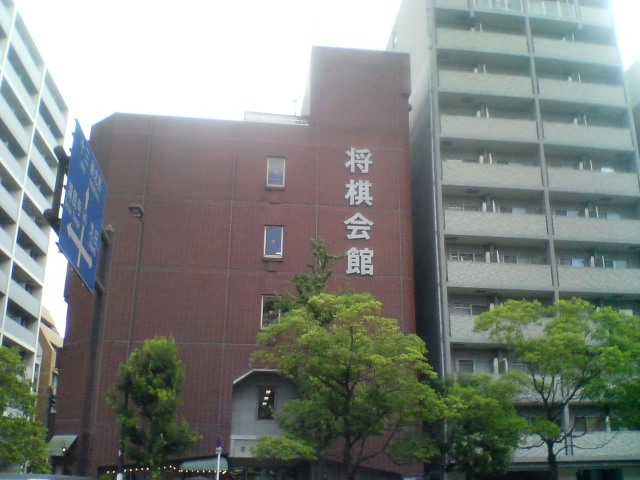
Sede del Kansai

L'associazione include due categorie principali di membri:
1. Giocatori professionisti (kishi): Uomini e donne che competono nei tornei professionistici.
2. Giocatrici professioniste (joryū kishi): Appartenenti a un'associazione separata dedicata esclusivamente alle donne.[5]

La sede centrale si trova a Tokyo, nel quartiere di Shibuya, con uffici regionali a Osaka, Nagoya e Sapporo.

## Attività internazionale
La JSA riconosce ufficialmente gruppi di shōgi in 28 Paesi, e organizza dal 1999 il Forum Internazionale di Shōgi, un evento triennale che include tornei, esibizioni e incontri culturali tra appassionati di diverse nazionalità. Inoltre, supporta ufficialmente 81Dojo, una piattaforma internazionale online dedicata allo shōgi, che offre ai giocatori di tutto il mondo la possibilità di competere e imparare in un ambiente virtuale. Grazie al supporto della JSA, 81Dojo organizza eventi come la World Shogi League (WSL), in cui i vincitori hanno l'opportunità di partecipare a partite didattiche con giocatori professionisti.

## Presidente
L'attuale presidente della Nihon Shogi Renmei è la giocatrice professionista 7Dan, Shimizu Ichiyo. Per la prima volta, la carica di presidente sarà pressa da una donna.

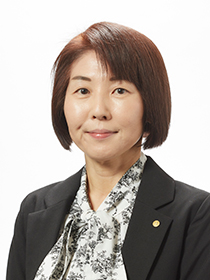
Shimizu Ichiyo, 7Dan, Presidente della Nihon Shogi Renmei